# Léo Morgan
Léo Morgan est un capitaine français et chef de musique à la garde chérifienne pendant le protectorat français au Maroc.